# Sime Seruya
Sime Seruya (* 1876 in Lissabon; † 1955) war eine portugiesische Schauspielerin, die als Suffragette und Sozialistin im Vereinigten Königreich aktiv war.

## Leben
Seruya wurde 1876 in Lissabon geboren und arbeitete dort als Schauspielerin, bevor sie 1906 nach London kam. Sie lebte in West Lewisham.
Seruya trat 1907 der Women’s Social and Political Union (WSPU) bei und spendete 100 Pfund. Ebenfalls 1907 wurde sie verhaftet und zu 14 Tagen Gefängnis verurteilt, weil sie an einer Demonstration für das Frauenwahlrecht vor dem Unterhaus teilgenommen hatte. Im Herbst gehörte sie zu den siebzig Mitgliedern der WSPU, die sich aufgrund der autoritären Führung der WSPU durch die Pankhurts in die Women’s Freedom League (WFL) abspalteten. 1909 trat sie auch der Women’s Tax Resistance League (WTRL) bei.

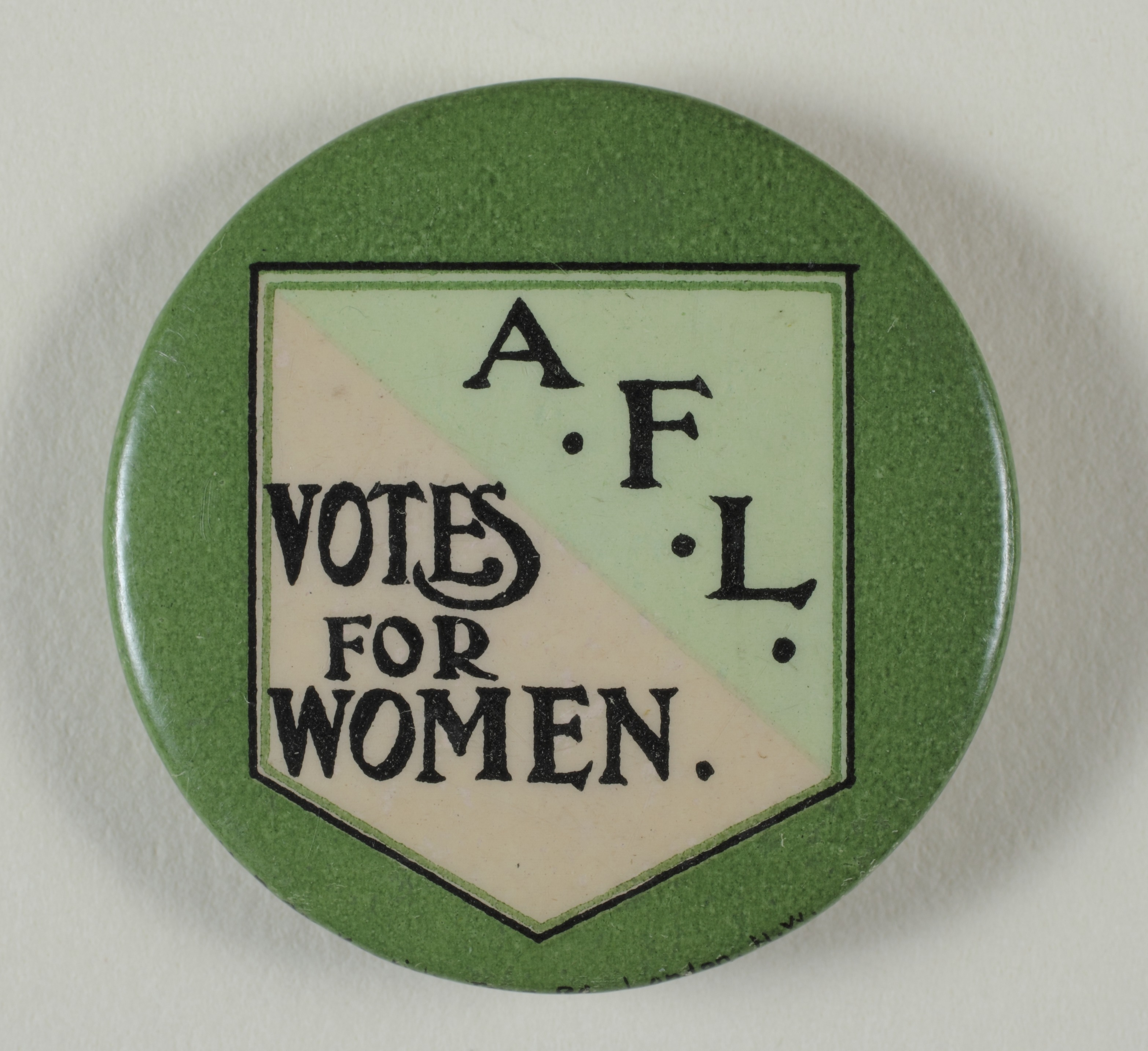
Abzeichen der Actresses’ Franchise League

1908 gründete Seruya zusammen mit Gertrude Elliott, Winifred Mayo und Adeline Bourne die Actresses’ Franchise League, in der Schauspielerinnen versammelt waren, die die Anliegen der Suffragetten, unabhängig von deren Ausrichtung, mit  schauspielerischen Mitteln unterstützen wollten.
Seruya organisierte 1910 zusammen mit ihrer Schauspielkollegin Edith Craig die Suffragetten-Produktion A Pageant of Great Women. Das Stück folgte dem Konzept eines Moralstücks, in dem die Hauptfigur „Woman“ mit der Antagonistin „Prejudice“ konfrontiert wird, die glaubt, dass Männer und Frauen nicht gleich sind. „Justice“ führt den Vorsitz in der Debatte zwischen „Prejudice“ und „Woman“, während Gruppen großer Frauen auf die Bühne kommen, um die Errungenschaften von Frauen in der Kunst, in der Regierung, in der Bildung, in spirituellen Angelegenheiten und im Kampf zu demonstrieren. „Woman“, „Justice“ und „Prejudice“ wurden von drei professionellen Schauspielerinnen gespielt, der Rest von Suffragetten an verschiedenen Spielorten.
1910 begann Seruya mit dem Verkauf von feministischen Büchern und Merchandising zum Thema Frauenwahlrecht (darunter von ihr herausgegebene Postkarten) in einem der Zimmer des Hauses von Craig und  Christabel Marshall in der Bedford Street in London und gründete den International Suffrage Shop. Sie veröffentlichte eine Anzeige in der Zeitung Votes for Women, in der sie die Eröffnung des Ladens ankündigte. Im März 1911 zog der Laden in größere Räumlichkeiten in der Adam Street in Strand um.
Im selben Jahr wehrte sich Seruya erfolgreich gegen eine Verurteilung wegen des Verkaufs von Votes for Women auf den Stufen des Lyceum Theatre, wobei der Bericht über den Prozess in Votes for Women klar machte, dass das ohne ihre finanziellen Ressourcen und ihre Bekanntheit als Schauspielerin nicht möglich gewesen wäre.
Seruya war Sozialistin und Mitglied der Independent Labour Party und der Fabian Society. 1908 war sie ehrenamtliche Schatzmeisterin der Penal Reform League und 1910 nahm sie am 8. internationalen sozialistischen Kongress in Kopenhagen teil.
In der Zwischenkriegszeit war sie Mitglied der Film and Photo League und engagierte sich zusammen mit anderen linken Aktivisten wie Ivor Montagu, Eva Reckitt oder Ernie Trory in der Arbeiterfilmbewegung. Außerdem war sie nach dem Generalstreik von 1926 und der anschließenden Aussperrung der Bergarbeiter im Women's Committee for the Relief of the Miners' Wives and Children aktiv.
Sie hatte einen Sohn, Ivan Seruya, der als Student am Regent Street Polytechnic Mitglied der Friends of the Soviet Union und der Young Communist League war. Sie starb 1955.